# Enggano

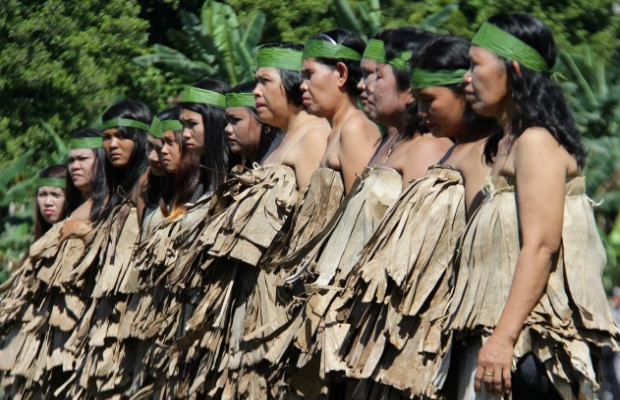
Tanečnice Enggano

Asijský ostrov Enggano leží asi 100 km jihozápadně od Sumatry v Indonésii. Je to jeden z 92 oficiálně uvedených odlehlých ostrovů Indonésie.
Enggano je asi 35 kilometrů dlouhý od východu na západ a asi 16 kilometrů široký od severu k jihu. Jeho rozloha je 402,6 km², průměrná nadmořská výška je asi 100 metrů a nejvyšší bod je 281 metrů.
Politicky je to subdistrict (kecamatan) severního Bengkulu v indonéské provincii Bengkulu. Tři největší města na ostrově jsou Barhau, Kabuwe a Kayaapu. Podle statistického úřadu pro Bengkulu měl v roce 1989 ostrov 1420 obyvatel. Již tehdy analytická společnost Pukemas odhadla, že toto číslo bude pomalu stoupat. Tento odhad se potvrdil. V roce 1994 žilo na ostrově 1635 obyvatel, z nichž se 64 % přihlásilo jakožto potomci britských kolonizátorů.
Ostrov sousedí s malým ostrůvkem, který se jmenuje „Pulau Dua“ (druhý ostrov).

## Vesnice
Na ostrově se nachází šest vesnic.
- Kayaapu
- Kaana
- Malakoni
- Apoho
- Meok
- Banjarsari

Obyvatelé vesnic Malakoni, Apoho a Meok jsou převážně domorodci z kmene Anggan. Ostatní vesnice jsou obydleny spíše přistěhovalci a potomci kolonizátorů.

## Historie
Jméno ostrova naznačuje časný kontakt s portugalskými obchodníky (engano znamená portugalsky chybu). První zmínky o něm pochází z 5. května 1596 od Cornelia de Houtman, kterému se zde nepodařilo zakotvit loď.
Trvalo téměř dvě stě let, než někdo úspěšně přistál u břehu ostrova a setkal se tak s domorodým obyvatelstvem. Stalo se to v roce 1771 pod vedením kapitána Charlese Millera.
S velkými obtížemi a nebezpečím jsme obepluli celou jihozápadní stranu ostrova, aniž bychom našli místo, kde bychom se mohli pokusit přistát. Ztratili jsme přitom dvě kotvy a málem jsme ztroskotali. Nakonec jsme však na samém konci jihovýchodní strany ostrova objevili prostornou zátoku připomínající přístav a já jsem do něj okamžitě vplul na člunu a nařídil jsem lodi, aby mě následovala, jakmile jsem zjistil, že je v zátoce klid. Jakmile jsem dovesloval až ke břehu, zaplnila se náhle pláž nahými divochy, kteří byli vyzbrojeni kopími, a ti začali křičet. Tohle mě a jistě i posádku, která vše sledovala z lodi, velmi znepokojilo. Měli jsme na palubě pouze jednoho evropského a čtyři černé vojáky... Napadlo mě, že nejlepší bude se nejprve vrátit na loď pro pušku a až potom vstoupit na pevninu a pokusit se s nimi mluvit.
Charles Miller, 1771
Nakonec se setkal s těmito „vznešenými divochy“ a pochytil něco z jejich kultury, matriarchální hierarchie a ateismu.
Jsou to vysocí, dobře udělaní lidé; muži jsou průměrně asi pět stop a osm palců vysocí; ženy jsou menší a drobnější. Mají červenou barvu kůže a rovné černé vlasy, které si muži zkracují, ale ženy nechávají růst a velmi úhledně si je smotávají do kruhů kolem hlavy. Muži jsou úplně nazí a ženy nosí pouze šperky z tenkých listů rostlin.
Charles Miller
Zdálo se, že zdejší domorodce velice zaujala jeho loď a chtěli si ji prohlédnout z blízka. Kapitán jim přání splnil a záhy se ukázalo, že domorodci nechtěli na loď ze zvědavosti, ale že měli spíše loupeživý motiv. Při první příležitosti vypáčili kormidlo a utekli s ním.
Protože nejvyšší bod ostrova ční pouze do výše 281 metrů nad hladinou moře, byl ostrov s několika tisíci obyvateli drtivě zasažen vlnou tsunami spojenou s erupcí sopky Krakatoa v roce 1883. Domorodé obyvatelstvo se dlouho nedokázalo zotavit a šedesát let po katastrofě žilo na ostrově jen 400 obyvatel. Indonéská vláda proto začala ostrov používat jako místo, kam bude posílat zločince na nucené práce (pomoc zdejšímu obyvatelstvu, obstarávání růžových polí).
Italský průzkumník Elio Modigliani navštívil zotavující se ostrov Enggano mezi 25. červnem a 13. červencem 1891. Podrobně popsal dominantní roli žen v kultuře zdejších obyvatel ve své knize L'Isola delle Donne (Ostrov žen), která byla poprvé zveřejněna roku 1894.
V roce 2000 obývalo ostrov přes 4000 obyvatel, když byl zasažen zemětřesením o síle 7,9 Mw, které otřáslo celou Sumatrou. Tehdy zemřelo 103 lidí a dalších 2500 bylo zraněno.

## Jazyk
Jazyk enggano nebo také engganese je austronský jazyk, kterým se mluví pouze na tomto ostrově u jihozápadního pobřeží Sumatry v Indonésii. Enggano mezi austronskými jazyky vyčnívá kvůli mnoha neobvyklým změnám zvuku a nízkému počtu slov sdílených s jinými austronskými jazyky. Mezi austronisty však existuje obecná shoda, že enggano i přes mnohé odlišnosti do austronské jazykové rodiny patří. Přesto jsou teorie, populární především mezi zdejšími obyvateli, o tom, že enggano je jazykový izolát, který si pouze vypůjčil austronská slova.

## Flora a fauna
Na ostrově žije celá řada endemických rostlinných i živočišných druhů. Místní vláda se stará hlavně o ochranu zdejšího vzácného ptactva. Mezi ptačí endemity patří druh sovy rodu Otus (Otus enganensis), holub císařský (Ducula oenothorax), drozd engganský (Geokichla leucolaema), ptáci rodu Gracula (Gracula enganensis) nebo Zosterops (Zosterops simplex)

## Doprava
Všech šest vesnic na ostrově leží podél jediné hlavní silnice ostrova. Tato cesta protíná severovýchodní pobřeží. Hodně je také využíván trajekt, který pravidelně pluje z Malakoni do Kayaapu a následně do Bengkulu na sousedním ostrově.

## Plány kosmické základny
Indonéský národní institut pro letectví a kosmonautiku (LAPAN) navrhl ostrov jakožto vhodné místo pro vybudování kosmické základny. Rozhodujícími kritérii pro tento návrh byla uvedena „odlehlost a nízká populace“ a také je výhodný, protože je blízko rovníku. Regionální vláda okamžitě protestovala proti plánu, označila ho za ekologicky problematický. Od roku 2011 se zde zkoumá možný dopad na životní prostředí v případě, že zde bude základna vybudována.